# Hudugerehalli, Kadur
Hudugerehalli là một làng thuộc tehsil Kadur, huyện Chikmagalur, bang Karnataka, Ấn Độ.